# Dasineura ulmaria
Dasineura ulmaria Bremi – muchówka z rodziny pryszczarkowatych (Cecidomyiidae).

## Charakterystyka
Larwa pasożytuje na roślinach z rodzaju wiązówka (Filipendula) tworząc na liściach galasy. Notowano występowanie na wiązówce błotnej (Filipendula ulmaria) i Filipendula lobata. 
Postać dorosła obserwowana jest rzadko, dużo częściej obserwuje się larwę, która na liściach tworzy galasy od czerwca do lipca. Zaatakowane przez larwy liście na górnej powierzchni zmieniają barwę na czerwoną. Galasy powstają zwykle na dolnej stronie liścia, na głównych jego nerwach. Są stożkowate lub okrągławe, o nierównej powierzchni, początkowo zielone, potem czerwone, w końcu brązowe. Znajdująca się w ich wnętrzu bladożółta larwa ma długość 1-2 mm. W sierpniu przeobraża się w poczwarkę.
Postać dorosła ma długość około 2 mm, bardzo delikatną budowę ciała i silnie zredukowane użyłkowanie skrzydeł. Golenie odnóży nie posiadają ostróg. Żyje bardzo krótko, przeważnie nie pobierając pokarmu.

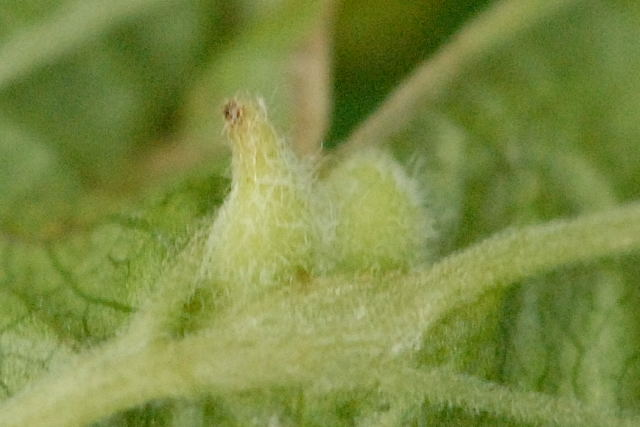
Młody galas
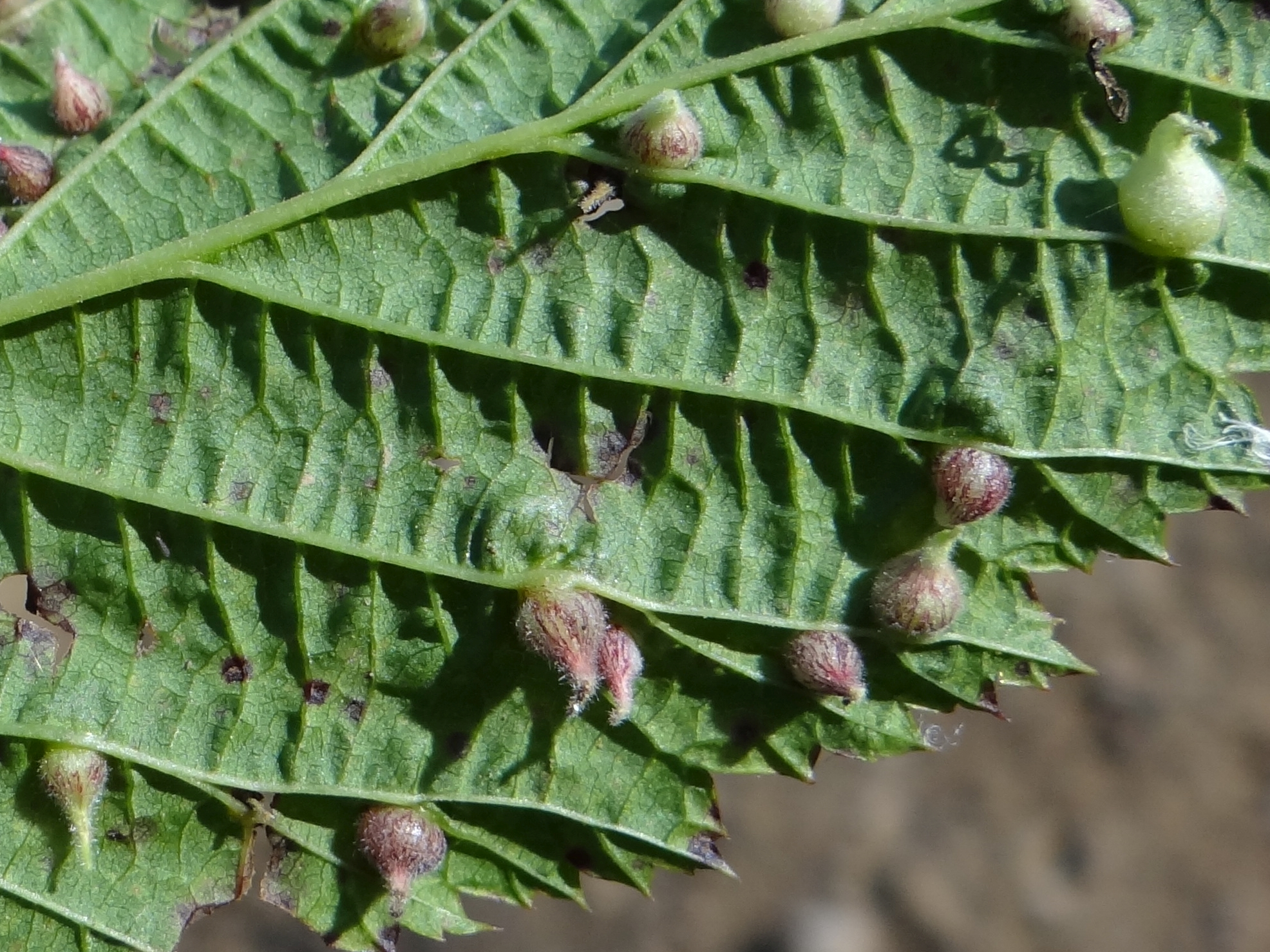
Dojrzałe galasy
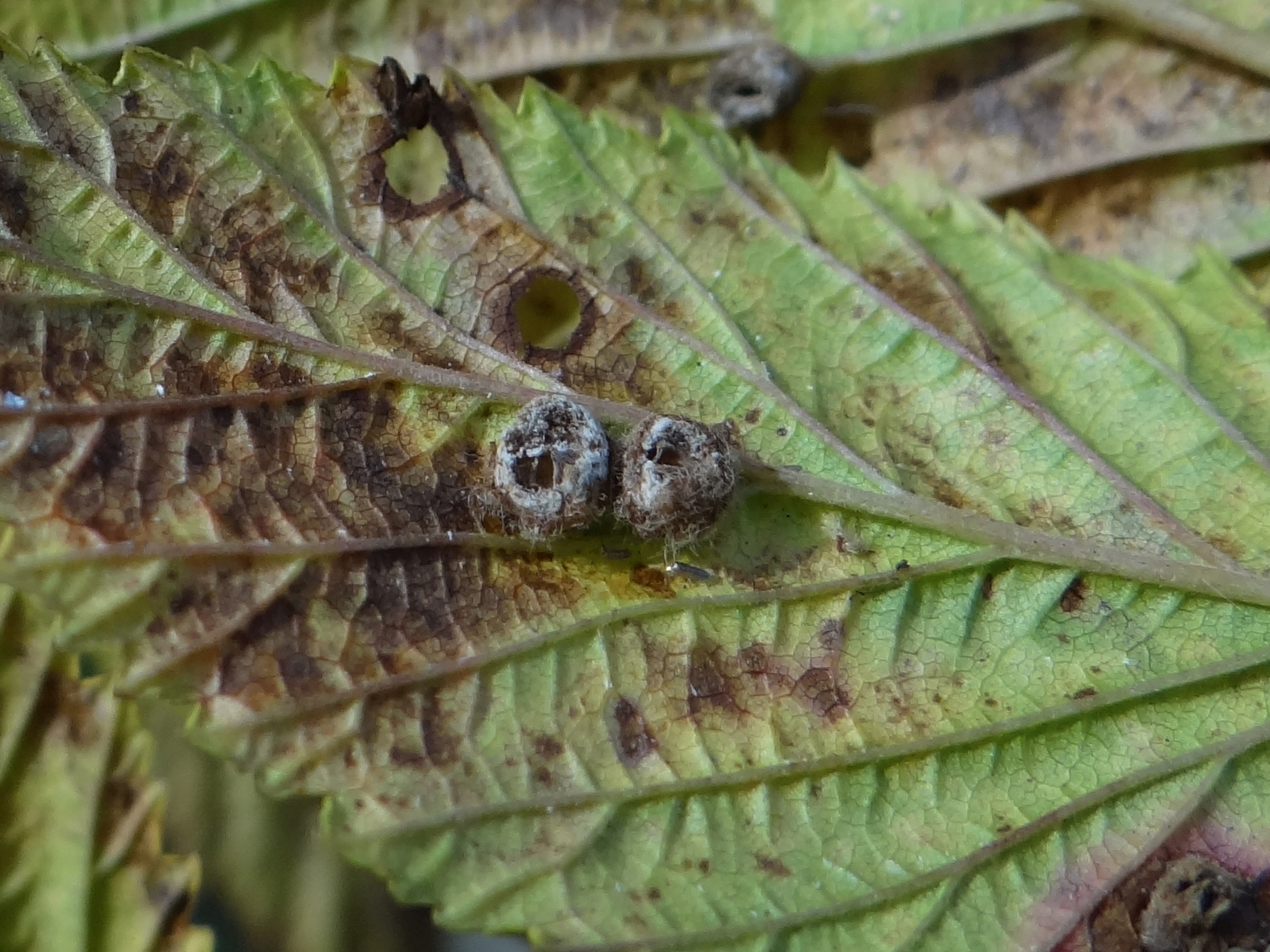
Galasy we wrześniu